# Nati nel 1933/Agosto
| Questa pagina contiene informazioni ricavate automaticamente dalle voci biografiche con l'ausilio del template Bio e di un bot. L'aggiornamento è periodico e automatico e ricostruisce completamente la pagina. Se manca una persona in questa lista, sei pregato di non aggiungerla, ma accertati piuttosto che la sua voce biografica contenga il template Bio e che i dati anagrafici siano correttamente compilati. Se il template Bio manca, inseriscilo tu stesso o, in alternativa, metti l'avviso {{tmp\|Bio}} che ne segnala la mancanza. Se i dati riportati sono sbagliati, correggi direttamente la voce biografica; le modifiche saranno visibili in questa lista entro pochi giorni. Per chiarimenti vedi il progetto biografie. La lista contiene solo le 176 persone che sono citate nell'enciclopedia e per le quali è stato implementato correttamente il template Bio. Pagina aggiornata al 10 ago 2025. |

- 1º agosto - Ruggero Chiesa, chitarrista e insegnante italiano († 1993)
- 1º agosto - Dom DeLuise, attore, regista e doppiatore statunitense († 2009)
- 1º agosto - Masaichi Kaneda, giocatore di baseball e allenatore di baseball giapponese († 2019)
- 1º agosto - Ko Un, poeta, scrittore e saggista sudcoreano
- 1º agosto - Meena Kumari, attrice e poetessa indiana († 1972)
- 1º agosto - Iris Love, archeologa statunitense († 2020)
- 1º agosto - Toni Negri, filosofo, politologo e attivista italiano († 2023)
- 1º agosto - Jack Patera, giocatore di football americano e allenatore di football americano statunitense († 2018)
- 1º agosto - Maria Venturi, scrittrice, giornalista e autrice televisiva italiana († 2024)
- 1º agosto - Piero Luigi Vigna, magistrato italiano († 2012)
- 2 agosto - Gino Landi, coreografo, regista teatrale e regista televisivo italiano († 2023)
- 2 agosto - Ljubica Otašević, cestista e attrice jugoslava († 1998)
- 2 agosto - Giuseppe Sposetti, politico italiano
- 3 agosto - Pietro Derossi, architetto e teorico dell'architettura italiano
- 3 agosto - Vittorio Fagone, critico d'arte italiano († 2018)
- 3 agosto - Vera Katz, politica statunitense († 2017)
- 3 agosto - Jorge Lavat, attore messicano († 2011)
- 4 agosto - Sheldon Adelson, imprenditore statunitense († 2021)
- 4 agosto - Nate Brooks, pugile statunitense († 2020)
- 4 agosto - Giovanni D'Urso, magistrato italiano († 2011)
- 4 agosto - Rudi van Dantzig, ballerino, coreografo e scrittore olandese († 2012)
- 4 agosto - Lothar Knörzer, ex velocista tedesco
- 4 agosto - Carmelo Rado, discobolo italiano
- 5 agosto - Richard Dahl, altista svedese († 2007)
- 5 agosto - Luigi Ferrari Bravo, giurista italiano († 2016)
- 5 agosto - José Giarrizzo, calciatore argentino († 2017)
- 6 agosto - József Bencsics, calciatore ungherese († 1995)
- 6 agosto - Ulrich Biesinger, calciatore tedesco († 2011)
- 6 agosto - Suchinda Kraprayoon, politico e generale thailandese († 2025)
- 6 agosto - Aleksandr Privalov, biatleta sovietico († 2021)
- 6 agosto - Ron Wylie, calciatore e allenatore di calcio scozzese († 2020)
- 6 agosto - Ricardo Zamora de Grassa, calciatore spagnolo († 2003)
- 7 agosto - Eddie Firmani, allenatore di calcio e ex calciatore sudafricano
- 7 agosto - Elinor Ostrom, politologa e economista statunitense († 2012)
- 7 agosto - Jerry Pournelle, autore di fantascienza, saggista e giornalista statunitense († 2017)
- 7 agosto - Friedhelm Ptok, attore e doppiatore tedesco
- 7 agosto - Edith Schönert-Geiß, numismatica tedesca († 2012)
- 7 agosto - Wilma Stockenström, scrittrice e poetessa sudafricana
- 7 agosto - Aldo Zargani, scrittore e superstite dell'Olocausto italiano († 2020)
- 8 agosto - Hachiro Arakawa, ex pallanuotista giapponese
- 8 agosto - Carmine Persico, mafioso statunitense († 2019)
- 8 agosto - Gaetano Pompa, pittore, scultore e incisore italiano († 1998)
- 9 agosto - Alfonso Comin, ingegnere spagnolo († 1980)
- 9 agosto - Yoshinobu Oyakawa, ex nuotatore statunitense
- 9 agosto - Albert Quixall, calciatore inglese († 2020)
- 10 agosto - Abdulhamid al-Bakkusch, politico libico († 2007)
- 10 agosto - Charles Albright, criminale statunitense († 2020)
- 10 agosto - Erica Batchelor, ex pattinatrice artistica su ghiaccio britannica
- 10 agosto - Doyle Brunson, giocatore di poker statunitense († 2023)
- 10 agosto - Keith Duckworth, ingegnere meccanico britannico († 2005)
- 10 agosto - Bill Nieder, pesista statunitense († 2022)
- 10 agosto - Enzo Perin, ex combinatista nordico e saltatore con gli sci italiano
- 10 agosto - Anna Maria Sandri, attrice italiana
- 10 agosto - Denise Schmandt-Besserat, archeologa francese
- 11 agosto - Max Brunel, scrittore francese
- 11 agosto - Jerry Falwell, pastore protestante statunitense († 2007)
- 11 agosto - Jerzy Grotowski, regista teatrale polacco († 1999)
- 11 agosto - Chris Harris, cestista britannico († 2022)
- 11 agosto - Josef Kostner, scultore, disegnatore e poeta italiano († 2017)
- 11 agosto - Ellen Winther, cantante danese († 2011)
- 11 agosto - Tamás Vásáry, pianista e direttore d'orchestra ungherese
- 11 agosto - Walter Yetnikoff, imprenditore statunitense († 2021)
- 12 agosto - Parnelli Jones, pilota automobilistico e manager statunitense († 2024)
- 12 agosto - Ettore Lombardi, cantante e compositore italiano († 2006)
- 12 agosto - Angelo Munzone, politico italiano († 2017)
- 12 agosto - Gurdev Singh, hockeista su prato indiano († 2024)
- 13 agosto - Ettore Casari, logico italiano († 2019)
- 13 agosto - Joycelyn Elders, politica e medico statunitense
- 13 agosto - Fred Erdman, avvocato e politico belga († 2021)
- 13 agosto - Madhur Jaffrey, attrice, conduttrice televisiva e scrittrice indiana
- 13 agosto - Theodor Rădulescu, rugbista a 15 e allenatore di rugby a 15 rumeno († 2011)
- 14 agosto - Bryce Courtenay, romanziere sudafricano († 2012)
- 14 agosto - Richard R. Ernst, chimico svizzero († 2021)
- 14 agosto - Marcello Geppetti, fotografo italiano († 1998)
- 15 agosto - Richard Fredricks, baritono statunitense
- 15 agosto - Gan Eng Teck, pallanuotista singaporiano († 2013)
- 15 agosto - Bobby Helms, cantante statunitense († 1997)
- 15 agosto - Rita Hunter, soprano inglese († 2001)
- 15 agosto - Stanley Milgram, psicologo statunitense († 1984)
- 15 agosto - Lori Nelson, attrice statunitense († 2020)
- 15 agosto - Michael Rutter, psichiatra inglese († 2021)
- 16 agosto - Riichi Arai, ex cestista giapponese
- 16 agosto - Judith Love Cohen, ingegnere aerospaziale, editrice e scrittrice statunitense († 2016)
- 16 agosto - Umberto Faini, pittore italiano
- 16 agosto - Reiner Kunze, scrittore e traduttore tedesco
- 16 agosto - Julie Newmar, attrice, ballerina e cantante statunitense
- 16 agosto - Stuart Roosa, astronauta statunitense († 1994)
- 16 agosto - Bunta Sugawara, attore giapponese († 2014)
- 17 agosto - Nando Angelini, attore e autore televisivo italiano († 2025)
- 17 agosto - László Bödör, ex calciatore ungherese
- 17 agosto - Glenn Corbett, attore statunitense († 1993)
- 17 agosto - Tom Courtney, mezzofondista e velocista statunitense († 2023)
- 17 agosto - Giorgio Del Lungo, scrittore e illustratore italiano
- 17 agosto - Mark Dinning, cantante statunitense († 1986)
- 17 agosto - Bruce Flick, cestista australiano († 2021)
- 17 agosto - Eugene F. Kranz, ingegnere statunitense
- 17 agosto - Ken Sears, cestista statunitense († 2017)
- 18 agosto - Roger Baens, ciclista su strada belga († 2020)
- 18 agosto - Michael Baxandall, storico dell'arte britannico († 2008)
- 18 agosto - Just Fontaine, calciatore e allenatore di calcio francese († 2023)
- 18 agosto - Maria Luisa Garoppo, attrice, sceneggiatrice e personaggio televisivo italiana († 1990)
- 18 agosto - Roman Polański, regista, sceneggiatore e attore polacco
- 18 agosto - Frank Salemme, mafioso e collaboratore di giustizia statunitense († 2022)
- 18 agosto - Manfred Steinbach, ex lunghista e velocista tedesco
- 19 agosto - Guy Grosso, attore francese († 2001)
- 19 agosto - Debra Paget, attrice statunitense
- 19 agosto - Pierre Sorlin, critico cinematografico, storico e saggista francese († 2025)
- 19 agosto - Gustave Van Vaerenbergh, ciclista su strada belga
- 20 agosto - Costanzo Balleri, allenatore di calcio e calciatore italiano († 2017)
- 20 agosto - Antonio Bodrito, politico e dirigente d'azienda italiano († 1974)
- 20 agosto - Paolo Ficalora, imprenditore italiano († 1992)
- 20 agosto - Sihugo Green, cestista statunitense († 1980)
- 20 agosto - Bernardino Alvaro Jovannitti, politico italiano († 2012)
- 21 agosto - Eneko Arieta, calciatore spagnolo († 2004)
- 21 agosto - Chedly Ayari, politico, economista e banchiere tunisino († 2021)
- 21 agosto - Janet Baker, mezzosoprano inglese
- 21 agosto - Doris Gontersweiler-Vetterli, nuotatrice svizzera
- 21 agosto - Ted Phillips, calciatore inglese († 2018)
- 21 agosto - John F. Wippel, presbitero statunitense († 2023)
- 22 agosto - Michael von Albrecht, latinista, filologo classico e traduttore tedesco
- 22 agosto - Bertha Chiu, cestista e giavellottista messicana († 2009)
- 22 agosto - Nazzareno Guasso, politico italiano († 2009)
- 22 agosto - Geoffrey Horne, attore statunitense
- 22 agosto - Sylva Koscina, attrice e modella jugoslava († 1994)
- 22 agosto - Milton Kuelle, ex calciatore brasiliano
- 22 agosto - Irmtraud Morgner, scrittrice tedesca († 1990)
- 23 agosto - Robert Curl, chimico statunitense († 2022)
- 23 agosto - Franco Ghiadoni, calciatore e allenatore di calcio italiano († 2019)
- 23 agosto - Adrian Jardine, ex velista britannico
- 23 agosto - Matteo Piredda, politico italiano
- 23 agosto - David White, allenatore di calcio e calciatore scozzese († 2013)
- 23 agosto - Pete Wilson, politico statunitense
- 24 agosto - Livio Caputo, giornalista, scrittore e politico italiano († 2021)
- 24 agosto - Hamilton Richardson, tennista statunitense († 2006)
- 25 agosto - Franco Angioni, generale e politico italiano
- 25 agosto - Pedro Cubilla, calciatore uruguaiano († 2007)
- 25 agosto - Roberto De Simone, regista teatrale, compositore e musicologo italiano († 2025)
- 25 agosto - István Gaál, regista e sceneggiatore ungherese († 2007)
- 25 agosto - Henry Kolowrat, schermidore statunitense († 2021)
- 25 agosto - Diana Norman, scrittrice britannica († 2011)
- 25 agosto - Wayne Shorter, sassofonista, musicista e compositore statunitense († 2023)
- 25 agosto - Tom Skerritt, attore statunitense
- 26 agosto - Robert Chartoff, produttore cinematografico e filantropo statunitense († 2015)
- 26 agosto - Fermín Gordejuela, calciatore spagnolo († 2006)
- 26 agosto - Gaetano Gorgoni, politico italiano († 2020)
- 26 agosto - Lucio Villari, storico italiano († 2025)
- 26 agosto - James Yap, cestista taiwanese († 2003)
- 26 agosto - Gino Zappetti, calciatore italiano († 2023)
- 27 agosto - Alfonso Cavaliere, astrofisico e cosmologo italiano
- 27 agosto - Kerstin Ekman, scrittrice svedese
- 27 agosto - Nancy Friday, scrittrice statunitense († 2017)
- 27 agosto - Jenő Hámori, ex schermidore ungherese
- 27 agosto - Patrizia Lari, attrice italiana († 2022)
- 27 agosto - Nicoletta Panni, soprano italiano († 2017)
- 27 agosto - John Rumble, cavallerizza canadese († 2023)
- 28 agosto - Franco Bergamini, clarinettista italiano († 2009)
- 28 agosto - Dino Bigagnoli, ex calciatore italiano
- 28 agosto - Pietro Capodieci, musicista e liutaio italiano
- 28 agosto - Felipe de la Pozas, ex cestista cubano
- 28 agosto - Dante Lugo, calciatore argentino († 1995)
- 28 agosto - Elizabeth Seal, attrice e cantante inglese
- 28 agosto - Paolo Zanella, informatico italiano
- 29 agosto - Dickie Hemric, cestista statunitense († 2017)
- 29 agosto - Antoniet, calciatore spagnolo († 2015)
- 29 agosto - Arnold Koller, politico svizzero
- 29 agosto - Jehan Sadat, attivista egiziana († 2021)
- 29 agosto - Alan Stacey, pilota automobilistico britannico († 1960)
- 30 agosto - Luis Bacalov, pianista, compositore e direttore d'orchestra argentino († 2017)
- 30 agosto - Ivan Kušan, scrittore e sceneggiatore croato († 2012)
- 30 agosto - Cosimo Malacari, calciatore italiano († 2015)
- 30 agosto - Giovanni Miccoli, storico italiano († 2017)
- 31 agosto - Antonio Silvano Andriani, politico e economista italiano († 2014)
- 31 agosto - František Pokorný, cestista cecoslovacco († 2014)
- 31 agosto - Claudio Segovia, regista teatrale, costumista e scenografo argentino
- 31 agosto - Robin Wagner, scenografo statunitense († 2023)
- 31 agosto - Pacita Wiedel, ex schermitrice spagnola